# El poder de los sueños
"El poder de los sueños" é uma canção gravada pelo girl group argentino Bandana em 2001 e lançada como single promocional no mesmo ano para promover o programa Popstars: tu show está por empezar (2001), programa de televisão originado na Argentina e que teve o grupo como o primeiro vencedor da primeira temporada.

## Desenvolvimento
Foi escrita por Alejandro Lerner, que gravou a canção posteriomente para o seu álbum ao vivo Lerner.Vivo (2002). "El Poder de los Sueños" não foi incluída em nenhum álbum do girl group, servindo apenas como single de vitória das integrantes logo na final programa antes de "Guapas", faixa lançada como primeiro single do álbum de estreia. Durante o final da primeira temporada e já com o grupo formado, a canção foi gravada, e uma edição do girl group gravando a canção foi transmitida no programa.[carece de fontes?]

## Versão de KLB
A versão de "Nunca Deixe de Sonhar" feita pelo trio pop brasileiro KLB foi incluída no terceiro álbum homônimo do trio, lançado em 2002. Durante o processo da primeira temporada do programa Popstars, o trio gravou a canção para o girl group Rouge - grupo vencedor da edição do reality musical - ainda em fase de seleção. Após o lançamento da versão do trio, uma segunda versão com o Rouge foi lançada. A faixa também foi incluida no álbum KLB: Ao Vivo (2003).

### Créditos
Todo o processo de elaboração da canção atribui os seguintes créditos pessoais:
- Alejandro Lerner - composição original;
- Carlos Roberto Piazzoli – composição, produção, piano;
- Diana de Lacerda Mincov - violoncelo;
- Watson Clis - violoncelo;
- Sandro Cassio Francischetti - violoncelo;
- Gustavo Pinto Lessa - violoncelo;
- Glauco Masahiro Imasato - viola;
- Marcos Fukuda - viola;
- Roberta Lizandra Marcinkowski - viola;
- Alexandre de Leon - viola;
- Ricardo Kubala - viola;
- Damien Lewis - assistente adicional de engenharia;
- Liminha - A&R;
- Ronaldo Viana - A&R.

## Versão de Rouge e KLB
"Nunca Deixe de Sonhar" é uma adaptação da canção "El poder de los sueños" feita pelo compositor Piska e lançada em parceria pelos grupos brasileiros Rouge e KLB, para o álbum de estreia do grupo, também intitulado Rouge (2002). 

### Antecedentes e gravação
|                                                    | "Nunca Deixe de Sonhar" Trecho de 27 segundos de "Nunca Deixe de Sonhar". |
| Problemas para escutar este arquivo? Veja a ajuda. |                                                                           |

No dia 13 de julho de 2002, foi exibido um episódio do programa Popstars onde as vinte candidatas escutaram a canção "Nunca Deixe de Sonhar" que o trio pop KLB gravou especialmente para elas. Logo após, no episódio do dia 3 de agosto de 2002, o trio visitou as oito participantes remanescentes e avisaram que elas gravariam a canção com eles, destacando que a nova versão seria incluída no álbum de estreia do grupo.
"Nunca Deixe de Sonhar" foi lançada em 22 de agosto de 2002, uma semana depois de "Não Dá Pra Resistir" e uma antes de "Ragatanga", os dois maiores sucessos do grupo, firmando uma estratégia para popularizar o grupo nas rádios com diversos tipos de canções de uma vez só. A versão dueto teve produção de Rick Bonadio. "Nunca Deixe de Sonhar" fala sobre o poder dos sonhos, e como nunca se deve deixar de sonhar e acreditar na realização deles. Para Patrícia, "A canção é especial e o que diz é muito real para nós. Ela vai fazer todo mundo chorar, inclusive a gente."

### Promoção
A primeira performance da canção com o grupo e o trio ocorreu no primeiro show oficial do grupo no Via Funchal, em São Paulo, no dia 31 de agosto de 2002. Durante a divulgação do primeiro álbum nos programas de TV, Rouge contou com a participação do KLB para cantar "Nunca Deixe de Sonhar" em várias ocasiões, incluindo o especial do Rouge no programa Disco de Ouro, o especial que ambas bandas tiveram no programa Domingo Legal, além do especial do Rouge no programa Hebe (todos no ano de 2002). A canção foi incluída na primeira turnê do grupo, O Sonho de Ser Uma Popstar (2002-2003). Somente em 2017, o grupo voltou a cantar a canção nos seus shows, fazendo parte da turnê de retorno do grupo, o Chá Rouge. Na primeira performance, a integrante Aline Wirley se emocionou e não conseguiu cantar sua parte. A canção também serviu como parte da setlist da turnê "Rouge 15 Anos (2018).[carece de fontes?]